# Renata Ciołek
Renata Joanna Ciołek (ur. 1972) – archeolog, numizmatyk, doktor habilitowana nauk humanistycznych, pracownik naukowy Uniwersytetu Warszawskiego. 
W 1996 ukończyła archeologię na UW (habilitacja 2011 r.) Od początku działalności naukowo-dydaktycznej związana z Instytutem Archeologii Uniwersytetu Warszawskiego. Kierownik Pracowni Numizmatycznej Wydziału Historycznego. Główny wykonawca międzynarodowego projektu w postaci korpusu znalezisk monet antycznych na ziemiach Polski – Fundmünzen der römischen Zeit in Polen (FMRPL). Specjalność: archeologia okresu rzymskiego, numizmatyka rzymska i grecka, w tym szczególnie mennictwo antyczne na Półwyspie Bałkańskim.
Sygnatariuszka "Oświadczenia w sprawie antypolskich wypowiedzi prof. Engelking".

## Najważniejsze publikacje
- Katalog znalezisk monet rzymskich na Pomorzu, Warszawa 2001
- Die Fundmünzen der Römischen Zeit in Polen. Pommern, Moneta t. 67, Wetteren 2007
- Die Fundmünzen der Römischen Zeit in Polen. Schlesien, Moneta t. 83, Wetteren 2008 (recenzja: A. Błażejewski, „Wiadomości Numizmatyczne”, R. LIII, 2009 [2010], z. 2, s. 272-274)
- Emisje króla Ballaiosa. Początki mennictwa w Ilirii, Warszawa 2011
- Coins from sector IV, Novae. Legionary Fortress and late antique town, vol. II, Warszawa 2011 (współautor P. Dyczek)